# 沙布拉

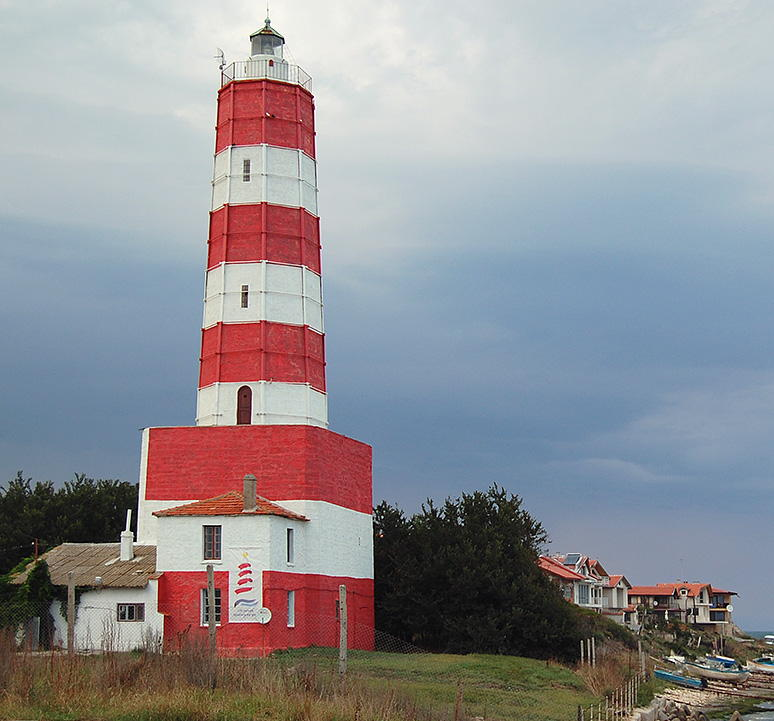

沙布拉是保加利亚城鎮，位於該國東北部，距離多布里奇70公里，由多布里奇州負責管轄，海拔高度47米，受大陸性氣候影響，2009年人口3,586，居民主要信奉東正教。